# 宣晓泉
宣晓泉（1968年—），江苏徐州人，汉族，中华人民共和国政治人物、全国人民代表大会江苏地区代表。
毕业于无锡轻工业学院发酵工程系发酵工程专业，加入中国共产党。担任江苏中烟工业有限责任公司徐州卷烟厂厂长。2008年起担任全国人大代表。2013年，被选为全国人大代表。